# シャダイターキン
シャダイターキン（1966年3月16日 - ?）は、日本中央競馬会に所属していた競走馬・繁殖牝馬。1969年のオークスを優勝。
社台ファーム千葉（現在の社台ファーム）が生産した初期の活躍馬で、ガーサントの代表産駒の一頭。
馬齢は2000年まで使用されていた旧表記（数え年）を用いる。

## 経歴
3歳上の全兄に平地と障害でそれぞれ重賞を勝ち、計23勝を挙げたタイシュウ、2歳上の半兄に中距離重賞4勝のハクセンショウがいる血統で、尾形藤吉厩舎ではメジロアサマ・ワイルドモア・ミノル・ハクエイホウの「尾形四天王」と同期同厩であった。

### 戦績
1968年（3歳）7月20日の函館オープンからデビューし、保田隆芳騎乗で1番人気に応える。2戦目は重賞昇格前の函館3歳Sで4着、鞍上を保田に戻した札幌3歳特別（110万下）はヒデコトブキをハナ差下し、続くオープンも不良馬場を苦にせず連勝。その後3ヶ月休養すると調子が狂い、暮れの中山3歳牝馬Sは9着に終わる。1969年（4歳）に入っても連敗し、クイーンCからは森安重勝に交代。その後も2戦続けて完敗の3着と評価を落としてしまうが、シャダイターキンはここから巻き返す。桜花賞には間に合わず、オークストライアルの4歳牝馬特別 (東)では完敗したものの、同厩のシャンデリーの2着と好走。本番は桜花賞馬ヒデコトブキが出走を回避し、9頭立ての寂しいオークスとなった。桜花賞2着のトウメイが1番人気、2番人気に同厩のシャンデリーが支持され、シャダイターキンは5番人気であった。レースでは最後方から徐々に内から進出し、直線でトウメイを競り落とすと、ライトパレーをハナ差で下して優勝。2着馬との着差に史上初めてハナ差が記録され、社台ファームに初めての優駿牝馬制覇をもたらした。その後は同年秋の牝馬東京タイムズ杯3着が最高と再び低迷し、1970年（4歳）は強力な古牡馬との対決を余儀無くされる。優駿牝馬で3着のトウメイが急成長していったのに対し、シャダイターキンは連戦連敗を続けるが、6月の中山オープンでアカネテンリュウの2着と健闘。夏は3歳時以来2年ぶりの北海道シリーズに参戦し、4頭立てのライラックSで池上昌弘を背に優駿牝馬以来1年ぶりの勝利を挙げるが、結局このレースを最後に引退。

### 引退後
引退後の1971年から繁殖入りし、直仔に牝馬東タイ杯勝ち馬ダイナアルテミス、レッツゴーターキンの母となるダイナターキンを輩出。この2頭を含む7頭が後継牝馬となり、そのどれもが牝系を伸ばし、その中にはブラウンビートル・ディアジーナ・ヴァルツァーシャルといった重賞勝ち馬が誕生。1986年に用途変更となった。

## 競走成績
- 1968年（5戦3勝）
  - 1着 - 3歳特別
- 1969年（12戦1勝）
  - 1着 - 優駿牝馬
  - 2着 - 4歳牝馬特別（東）
  - 3着 - 牝馬東京タイムズ杯、フラワーカップ
- 1970年（6戦1勝）
  - 1着 - ライラックステークス

※太字は八大競走を含むGI級レース。

## 血統表
| シャダイターキンの血統          | シャダイターキンの血統              | シャダイターキンの血統         | （血統表の出典）               | （血統表の出典） |
| 父系                            | ハーミット系（タッチストン系）      | ハーミット系（タッチストン系） | ハーミット系（タッチストン系） | [ § 2 ]          |
| 父 *ガーサント 1949 鹿毛        | 父の父Bubbles 1925 栗毛             | La Farina                      | Sans Souci                     | Sans Souci       |
| 父 *ガーサント 1949 鹿毛        | 父の父Bubbles 1925 栗毛             | La Farina                      | Malatesta                      |                  |
| 父 *ガーサント 1949 鹿毛        | 父の父Bubbles 1925 栗毛             | Spring Cleaning                | Neil Gow                       | Neil Gow         |
| 父 *ガーサント 1949 鹿毛        | 父の父Bubbles 1925 栗毛             | Spring Cleaning                | Spring Night                   |                  |
| 父 *ガーサント 1949 鹿毛        | 父の母Montagnana 1937 鹿毛          | Brantome                       | Blandford                      | Blandford        |
| 父 *ガーサント 1949 鹿毛        | 父の母Montagnana 1937 鹿毛          | Brantome                       | Vitamine                       |                  |
| 父 *ガーサント 1949 鹿毛        | 父の母Montagnana 1937 鹿毛          | Mauretania                     | Tetratema                      | Tetratema        |
| 父 *ガーサント 1949 鹿毛        | 父の母Montagnana 1937 鹿毛          | Mauretania                     | Lady Maureen                   |                  |
| 母 ブラックターキン 1954 黒鹿毛 | 母の父*ブラツクウヰング 1946 黒鹿毛 | Balladier                      | Black Toney                    | Black Toney      |
| 母 ブラックターキン 1954 黒鹿毛 | 母の父*ブラツクウヰング 1946 黒鹿毛 | Balladier                      | Blue Warbler                   |                  |
| 母 ブラックターキン 1954 黒鹿毛 | 母の父*ブラツクウヰング 1946 黒鹿毛 | Taj Bibi                       | Sickle                         | Sickle           |
| 母 ブラックターキン 1954 黒鹿毛 | 母の父*ブラツクウヰング 1946 黒鹿毛 | Taj Bibi                       | Black Queen                    |                  |
| 母 ブラックターキン 1954 黒鹿毛 | 母の母*フオルカー 1948 鹿毛         | Alsab                          | Good Goods                     | Good Goods       |
| 母 ブラックターキン 1954 黒鹿毛 | 母の母*フオルカー 1948 鹿毛         | Alsab                          | Winds Chant                    |                  |
| 母 ブラックターキン 1954 黒鹿毛 | 母の母*フオルカー 1948 鹿毛         | Valkara                        | Gallant Fox                    | Gallant Fox      |
| 母 ブラックターキン 1954 黒鹿毛 | 母の母*フオルカー 1948 鹿毛         | Valkara                        | Valkyr                         |                  |
| 母系(F-No.)                     | フオルカー(USA)系(FN:13-c)          | フオルカー(USA)系(FN:13-c)     | フオルカー(USA)系(FN:13-c)     | [ § 3 ]          |
| 5代内の近親交配                 | アウトブリード                      | アウトブリード                 | アウトブリード                 | [ § 4 ]          |
| 出典                            | 1. 2. 3. 4.                         | 1. 2. 3. 4.                    | 1. 2. 3. 4.                    | 1. 2. 3. 4.      |

- 全兄にタイシユウ（きさらぎ賞、京都大障害勝ち馬）、半兄にハクセンシヨウ（福島記念、新潟記念、中日新聞杯、金鯱賞勝ち馬）がいる。
- 牝系は名門のフリゼット系。